# Gelastogonia rufipes
Gelastogonia rufipes är en insektsart som beskrevs av Leon Fairmaire. Gelastogonia rufipes ingår i släktet Gelastogonia och familjen hornstritar. Inga underarter finns listade i Catalogue of Life.